# Herbert A. Hauptman
Herbert Aaron Hauptman (født 14. februar 1917 i New York City, USA, død 23. oktober 2011) var en amerikansk matematiker.
Hauptman var banebrydende, idet han udviklede en matematisk metode til bestemmelse af molekylære strukturer i krystalliserede materialer. Anvendelsen af denne metode sikrede ham i 1985 Nobelprisen i kemi sammen med Jerome Karle. 